# Kerstin Gåsste
Kerstin Gåsste, 12 juni 1928, död 25 februari 2019, var en arkitekt som ritade ett stort antal bostadshus för HSB. Hon låg också bakom bygglådan för HSB-ägda Borohus.
Gåsste växte upp i Hudiksvall och gick arkitektutbildningen på Kungliga Tekniska högskolan (KTH) i Stockholm. En mentor blev Nils Ahrbom. Hon intresserade sig redan under studieåren för kollektivhus som kom att bli en del av hennes karriär som präglades av bostadshus. Examensarbetet blev däremot en kyrka i Skoghall som mottog tredje pris i arkitekttävlingen 1952. Hon var under decennier verksam på HSB (1953–1979) och kom att utforma tusentals moderna hem. Hon låg också bakom bygglådan för HSB-ägda Borohus, ett snillrikt elementsystem av olika moduler för fritidshus. 1979 öppnade hon egen verksamhet. 1983 stod hennes första kollektivhus färdigt, Blomstret i Gävle med 30 lägenheter.

## Källa
- Anna Margareta Kerstin Gåsste, www.skbl.se/sv/artikel/AnnaMargaretaKerstinGasste, Svenskt kvinnobiografiskt lexikon (artikel av Gunilla Lundahl), hämtad 2021-10-20.